# Воскресенки (Ступинский район)
Воскресенки — село в Ступинском районе Московской области.

## География
Воскресенки располагаются на опушке небольшого леса на правом и левом берегах речки Ситни (Ситенки) примерно в 15 километрах севернее районного центра Ступино и 95 километрах южнее Москвы. Через село проходит железная дорога (станция Ситенка Павелецкого направления Московско-Курского отделения МЖД).

## История

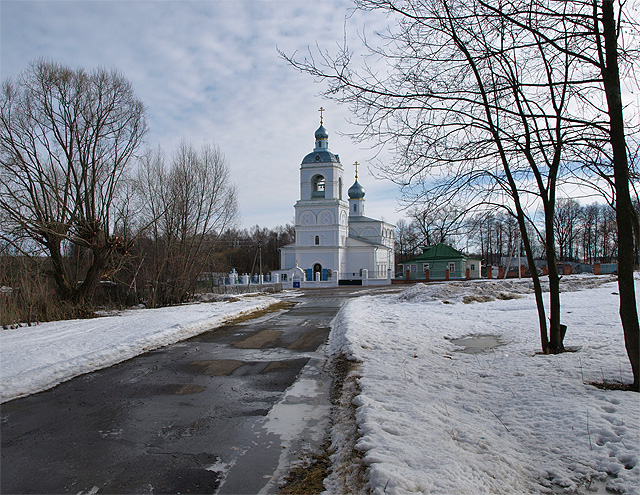
Покровско-Ильинская церковь

Село Воскресенское было основано приблизительно в конце XV — начале XVI веков. В середине XVI века оно было пожертвовано в Белопесоцкий монастырь князем И. А. Лапиным-Оболенским. Первая деревянная церковь с колокольней была построена в Воскресенском в 1735 году. В разное время село относилось к Серпуховскому, Коломенскому и Каширскому уездам Московской губернии. На севере Воскресенок находился Ильинский погост, Каширский торговый тракт из Москвы проходил чуть западнее. В 1862 году население села составляло 218 жителей. В начале XX века силами Коломенского земства при участии М. С. Лунина в селе открылась школа, был достроен новый каменный храм, после чего ветхую церковь Илии Пророка разобрали. По данным 1912 года в селе имелось 36 дворов приписанного населения, земская школа, чайная лавка.
После революции Воскресенки вошли в состав новообразованного Каширского уезда, а затем Ступинского района. В селе имеются кладбище, Воскресная школа, сохранилась церковь.

### Достопримечательности

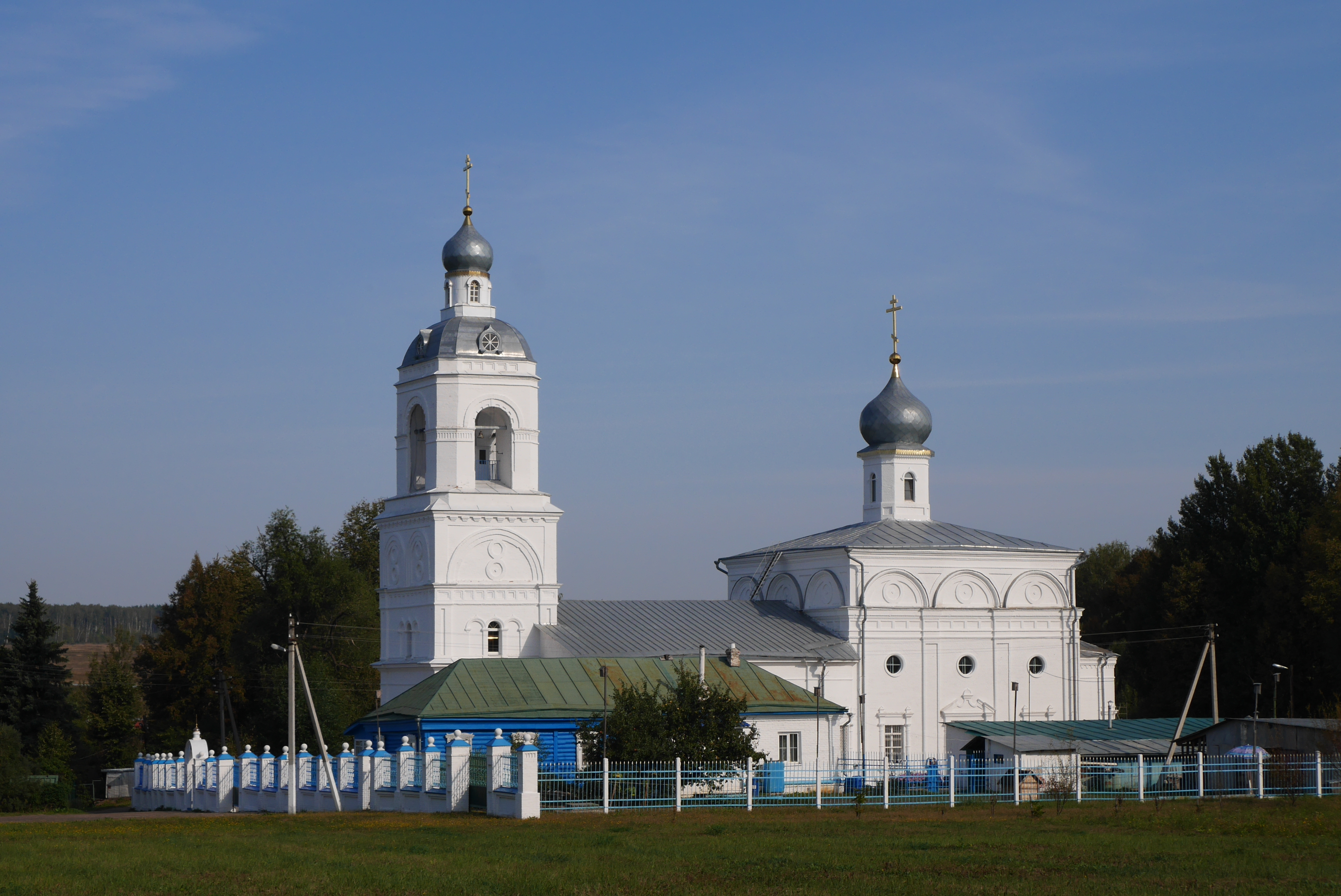
Церковь Покрова Пресвятой Богородицы

Восстановленная во второй половине XX века Покровско-Ильинская церковь (Покрова Пресвятой Богородицы) в Воскресенках построена в русском стиле (одноглавый четверик и колокольня) с двумя приделами — Никольским и Ильинским. Строительство храма началось в 1847 году тщаниями приходского священника Павла Успенского и купцов И. В. Шишлова и З. Ф. Федотова. В 1853 году была закончена трапезная и освящён престол святого Николая, престол Илии Пророка был освящён тремя годами позже. Центральная часть храма с престолом во имя Покрова Божией Матери была открыта в 1887 году. Последние строительные работы закончились в начале XX века, когда была достроена колокольня, поставлена ограда, а на месте старой деревянной церкви установлен часовенный столб святителя Николая.
В 1950-х годах церковь была закрыта, но уже в 1960-м возвращена верующим. В 1962 году в Воскресенки был переведён отец Дмитрий Скуцкий, которому удалось восстановить разорённый храм. В настоящее время церковь полностью функционирует.